# Ditrichum tisserantii
Ditrichum tisserantii là một loài rêu trong họ Ditrichaceae. Loài này được P. de la Varde mô tả khoa học đầu tiên năm 1951.